# Жаворонки (платформа)
Жа́воронки — остановочный пункт Белорусского направления МЖД в селе Жаворонки. Состоит из одной островной платформы. Ремонт производился в 2006—2007 годах. С двух сторон вдоль железнодорожного полотна был установлен забор, на платформе сооружено вокзальное строение с турникетами для входа и выхода.
Время пути от Белорусского вокзала — около 45 минут.
Между платформой Жаворонки и соседними близлежащими и крупными населёнными пунктами курсируют автобусы и маршрутки.
Слева от платформы (если ехать из Москвы) остановка автобусов и маршрутных такси № 52 до города Краснознаменска (время в пути 15—20 минут), № 33, Ликино, Одинцово, № 49 ул. 30 лет Октября, Ликино, Одинцово.
Справа от платформы — № 32 Лесные дали, № 34 Назарьево, № 39 Голицыно, Одинцово.

## История
После сооружения Московско-Смоленской железной дороги в 1866 году западнее деревни Жаворонки появилась остановка «Платформа 34-й версты». В 1913 году платформа была переименована и с тех пор называется «Жаворонки».